# Ceza
 (décembre 2014).
Si vous disposez d'ouvrages ou d'articles de référence ou si vous connaissez des sites web de qualité traitant du thème abordé ici, merci de compléter l'article en donnant les références utiles à sa vérifiabilité et en les liant à la section « Notes et références ».

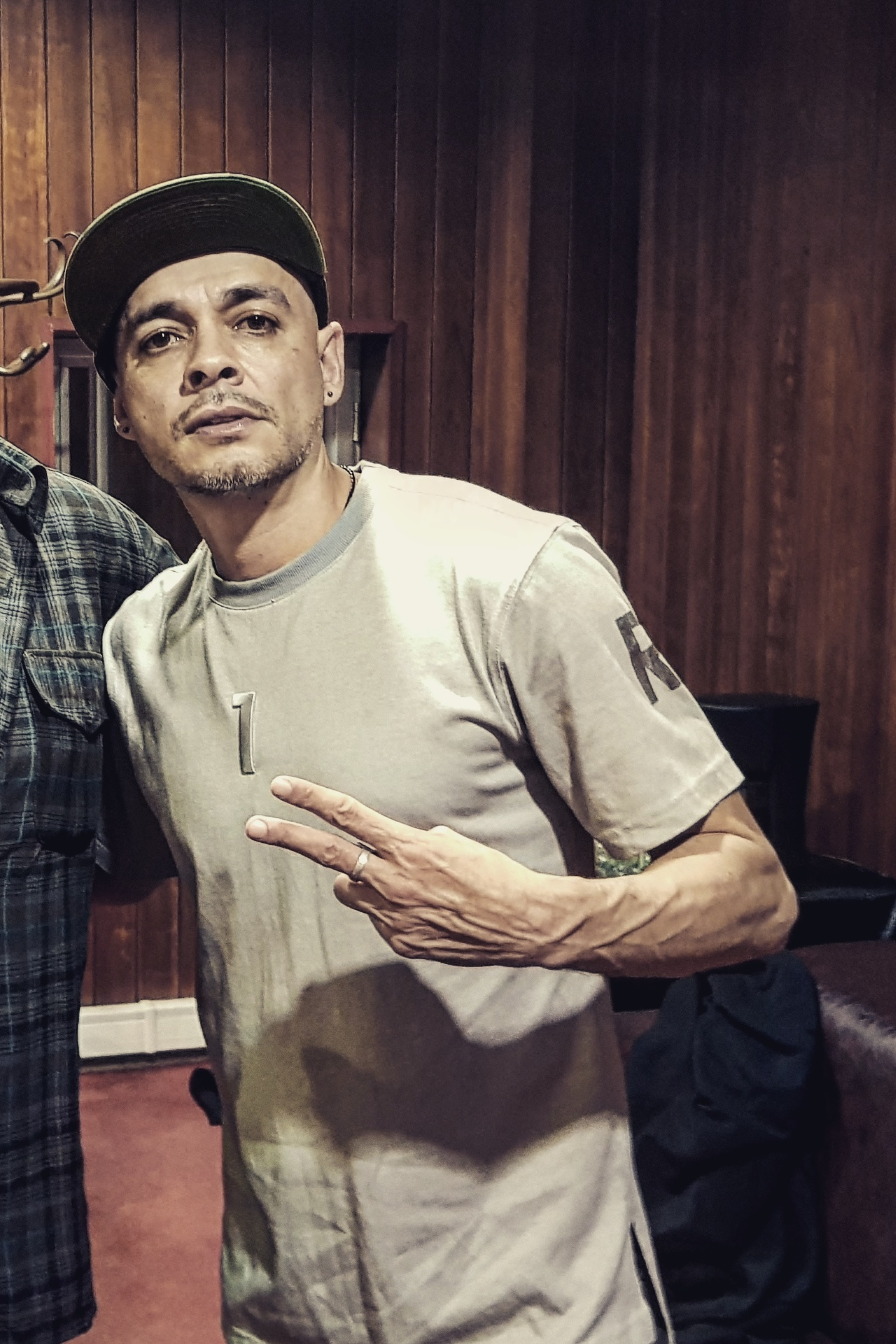
photo de Bilgin Özçalkan (centre) avec Veron Algos (gauche)

Ceza (se prononce « djeza »), de son vrai nom Bilgin Özçalkan, est un rappeur turc né en 1976 à Üsküdar (Istanbul).

## Les débuts
Ceza découvrit le rap durant son primaire, en empruntant des cassettes audio à ses amis. Son premier pseudonyme fut Fatalrhymer, qu'il changea à la suite de ses premières participations à des soirées Freestyle, où ses concurrents l'appelaient « Cezamız » (en turc : « notre punition »).
Ceza a participé à plusieurs projets, notamment en 1998 où il créa avec Dr. Fuchs le groupe Nefret.

## Le groupe Nefret
Nefret participe à la compilation Yeralti Operasyonu avec d’autres rappeurs turcs.
Nefret est le groupe le plus remarqué de la compilation, ce qui les mène à signer chez Hammer Müzik. Leur premier album s'intitule Meclis-i Ala  Istanbul. Un clip est tourné pour la chanson Istanbul et est diffusé par des chaînes locales et internationales. Ils participent à plusieurs festivals, comme le festival H2000, le festival de danse J&B et le festival européen de musique. L’album Meclis-i Ala Istanbul a été mis en vente simultanément en Turquie et en Allemagne, ce qui a permis un nombre important de ventes en peu de temps.
Anahtar, le deuxième album du groupe, a été enregistré dans le studio Digital Mix en juillet 2001 à Istanbul. On y retrouve Erci E du groupe Cartel (en), Bektaş qui a participé à l’album de RZA, Kader K du groupe Megalomaniax, Fresh B qui s’est fait connaître avec l’album Gerçek Kal et enfin DJ Rocky et DJ Ness, deux DJs originaires d’Allemagne.
Malgré une promotion médiocre de l’album, due au départ pour le service militaire de Dr. Fuchs et à la crise économique turque de 2001, l’album se vend bien et devient l’album de groupe de rap turc le plus vendu à l’étranger et en Turquie.

## Carrière solo
En 2001, Ceza fait des apparitions dans l’album Ihtiyar Heyeti de Sagopa Kajmer (dans les titres : 2001, Terör Damlalari, Saltanatin hakimler, 1 dakika).
Le départ de Dr. Fuchs pour le service militaire (15 mois en Turquie) a permis à Ceza d’accélérer la création de son premier album solo. L’album, nommé Med Cezir, sera produit par DJ Mic Check de Silahsiz Kuvvet et enregistré dans les studios Kuvvet Mira et Digital Mix.
Après un grand nombre de concerts en Turquie, c’est en mars 2002 qu’il fait son premier concert à l’étranger. Un concert en Suède lui permet d’enregistrer par la suite un titre avec le groupe Fjarde Varlden. Le titre Tamam sort en single et fait partie d’un LP du groupe.

### AlbumMed Cezir
En août 2002, Ceza sort l’album Med Cezir. C’est avec cet album qu'il est réellement médiatisé, avec des reportages et des interviews dans différents magazines et des participations à des programmes télévisés. Le clip de la chanson Med Cezir est réalisé cette fois-ci par un professionnel nommé Murad Küçük, qui a auparavant réalisé les clips de chanteurs tels que Levent Yüksel et Mirkelam.
Il participe par la suite à de nombreux festivals comme H2000 et Rock'n Coke, et donne une série de concerts à l’étranger (Allemagne, Pays-Bas, Suède, Norvège, Belgique…).

### AlbumRapstar
En août 2004, il sort Rapstar, son deuxième album solo, toujours chez Hammer Müzik et produit par Dj Mic Check. De nombreux artistes comme Ayben (sa sœur), Fjarde Varlden, Dr. Fuchs, Sagopa Kajmer, Sahtiyan et Fuat participent à la composition de l'album et à sa promotion. 150 000 exemplaires seront vendus[réf. nécessaire].

En 2005, Ceza joue son propre rôle dans le film Istanbul Hatirasi : Köprüyü Geçmek, produit par Fatih Akın. Ceza y interprète aussi son titre Holocaust.
Pendant la préparation de son troisième album solo, Ceza fait des featurings avec Candan Erçetin, Mercan Erçetin et Burcu Güneş.

### Maxi-singleFeyz Al
Un maxi-single nommé Feyz Al sort en mai 2006, toujours chez Hammer Müzik. On y retrouve un featuring avec Killa Hakan.

### AlbumYerli Plaka
Yerli Plaka, le troisième album solo de Ceza, sort le 29 août 2006. Il compte beaucoup de collaborations, que ce soit avec des artistes turcs ou étrangers : Tech N9ne, Samy Deluxe, Afrob, Eko Fresh, Killa Hakan, Sezen Aksu, Ayben, Sahtiyan, Yener, Alaturka Mavzer, Mihenk Tası, Emre.

### Maxi-SingleEvin Delisi
Un maxi-single nommé Evin Delisi sort fin 2007. Il présente le nouvel album de Ceza qui sort au cours de l'année 2008. Les artistes qui ont collaboré à cet album sont Da Poet et Narkoz. Ce maxi-single contient 5 pistes. Ceza a diffusé cet album (single) sur le net en téléchargement gratuit pour ses 10 ans de carrière.

## Publicités
Ceza a fait de la publicité à la radio pour Mitsubishi Lancer, ainsi qu'à la télévision pour le journal Hürriyet. Il a également fait une pub à la radio pour le championnat turc de football et une autre sur Lig TV, la chaîne qui retransmet les matchs du championnat.

## Discographie
- 2000 : Meclis-i Ala Istanbul (Nefret - Album)
- 2001 : Anahtar (Nefret - Album)
- 2002 : Med-Cezir (Solo - Album)
- 2004 : Rapstar (Solo - Album)
- 2006 : Feyz Al (Solo - Maxi Single)
- 2006 : Yerli Plaka (Solo - Album)
- 2007 : Evin Delisi (Solo - Maxi Single)
- 2008 : Bomba Plak (Duo - Album en collaboration avec Killa Hakan)
- 2010 : X. Koy
- 2012 : Turk Marsi
- 2015 : "Suspus" (Solo-Album)